# Mária megkoronázása

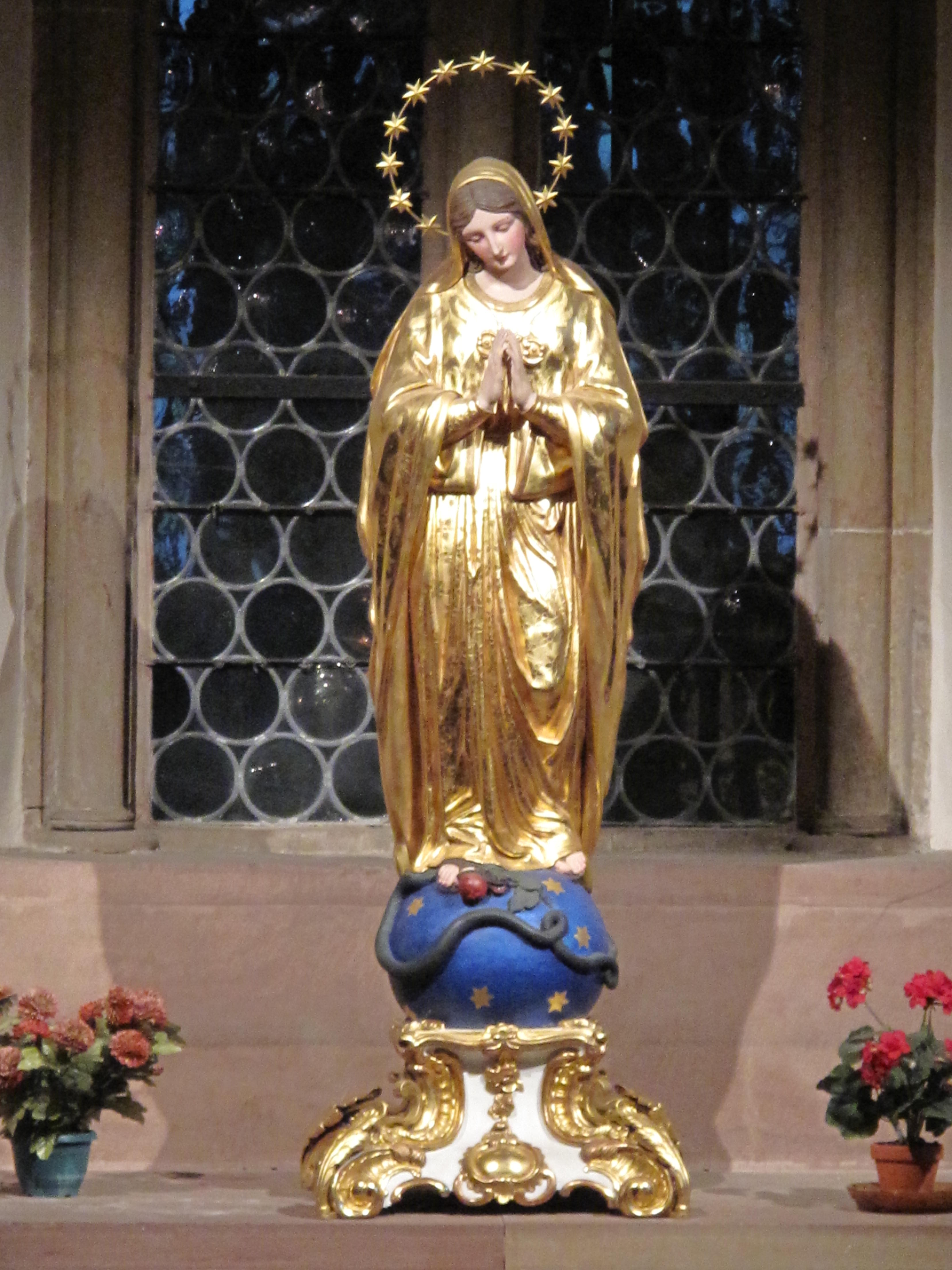
Megkoronázott Mária szobor Strasbourgban - A Jelenések könyve így ír erről: "Az égen nagy jel tűnt fel: egy asszony, öltözete a Nap, lába alatt a Hold, fején tizenkét csillagból korona." (Jel 12.1)

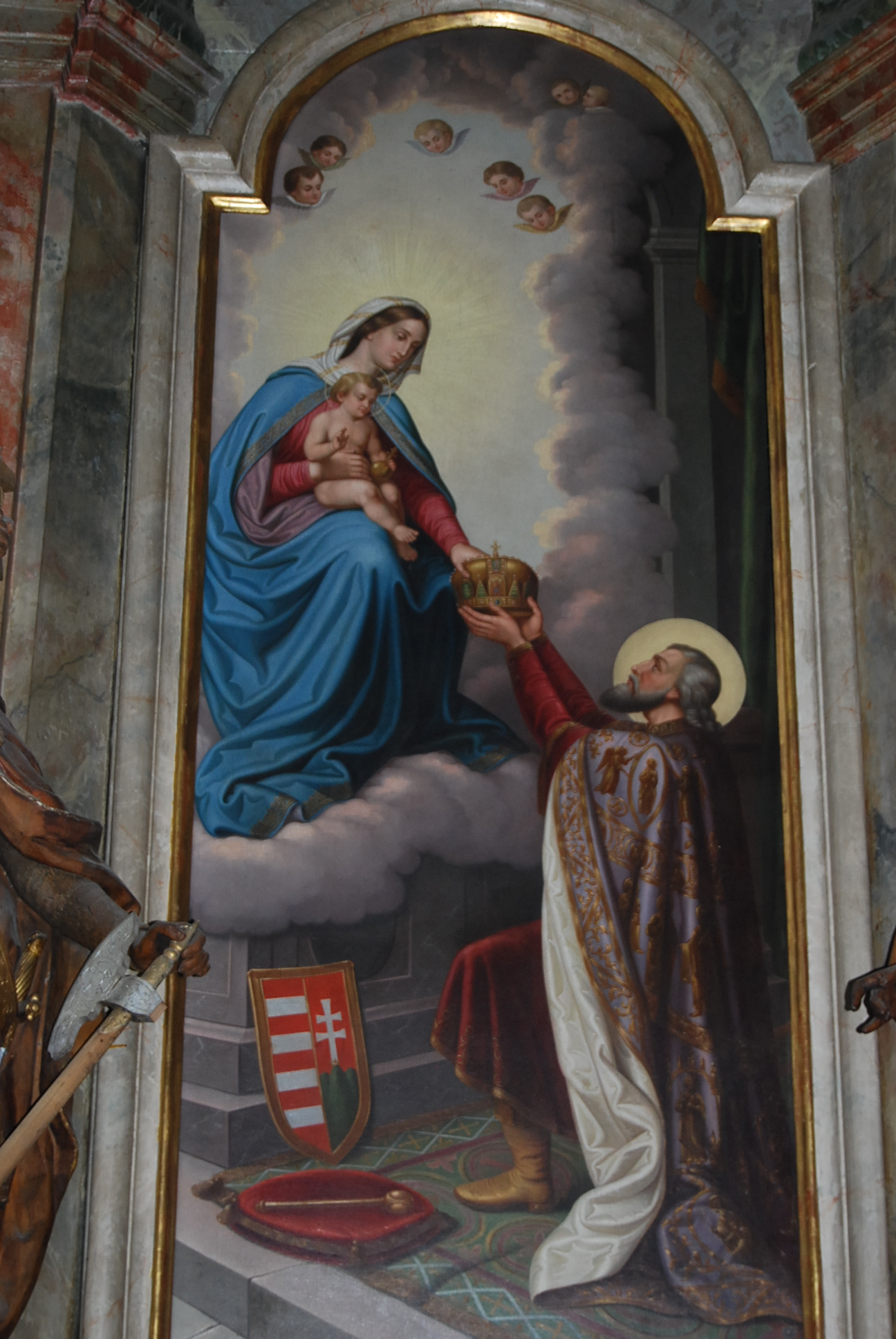
Szent István magyar király felajánlja a magyar koronát, Alcantarai Szent Péter-templom, Ferenciek tere, Budapest

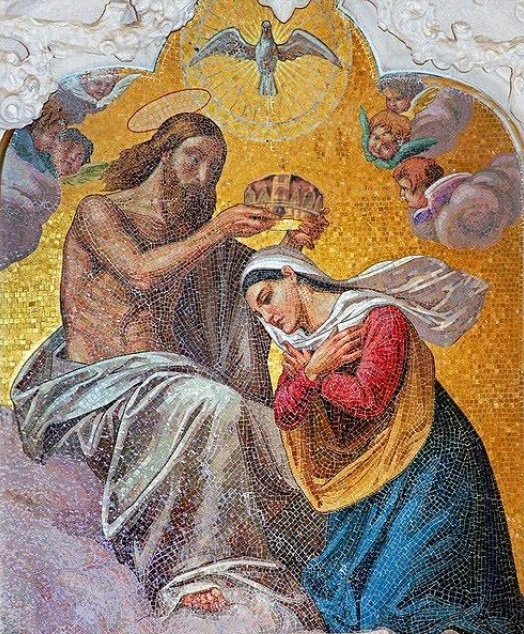
Szűz Mária megkoronázásnak ábrázolása a magyar Szent Koronával

Mária megkoronázása vagy Szűz Mária megkoronázása, egy római katolikus szándék kifejezése, hogy Máriának megkülönböztetett tisztelet jár, mint egy királynőnek.

## Utalások
- Énekek éneke (4.8)
- Jelenések könyve (12 1-7)
- Szűz Mária úgy szól Lourdesban Bernadetthoz, hogy Fia mellett páratlan hatalma illetve méltósága van. Fatimában Luciának királynőként mutatkozik be. Ha öt hónap első öt szombatján megáldoznak és rózsafüzért imádkoznak, akkor az embereknek rendkívüli kegyelmeket közvetít. Ebben való munkálkodásában Jézus dicsőítése a végső célja.

## Teológia
Máriát már a világ kezdetekor jelölte ki Isten arra a szerepre, hogy Isten Fiát megszülje. A világ kezdetétől készítette fel erre a hivatásra. Amit az emberiség hajnalán Éva (társával Ádámmal) a paradicsomban elrontott, - nem engedelmeskedett Isten szavának - Mária helyre hozta, engedelmes életet élve elfogadta Isten akaratát és igent mondott az angyali üdvözletnek. A kereszthalálkor, abban a pillanatban amikor Jézus oldalába döfte a lándzsát a római katona, egybeforrt szíve Jézuséval. Mária mennybevételét vallja a katolikus egyház, ahová megdicsőülve érkezett. A mennybeviteli liturgia szerint a korona a földi szenvedésének jutalma, mely a mennyben dicsőséggé válik. Anyai példa az embereknek, ezért megkülönböztetett tisztelet jár annak az asszonynak aki bűntelenül élt. A katolikus egyház avval fejezi ki tiszteletét, hogy ikonográfiájában Máriát koronával a fején ábrázolják sok esetben. Az egyház nem mint üres barokkos szertartásnak veszi Mária megkoronázását, hanem az anyai szeretet szeplőtelen tisztaságának figyelem felkeltésének példáját fejezi ki: tekintsünk fel örök eszményképünkre.

## Koronázások története
Az epheszoszi zsinat után, - amikor Máriát az Istenszülő címmel tüntették ki - újabb kitüntetett figyelem övezte Máriát 1038-ban, amikor Szent István Magyarországot Mária oltalmába ajánlotta. Azaz felajánlotta neki a magyar koronát. Evvel kezdődött el a mennyei koronázás gondolata, és az akkori politikai értelemben tekintélyes keresztény Magyarország sugalmazta a koronázás jelentőségét nyugat-Európának.
A 12. században jelent meg ennek hatására olyan Mária-képek amelyeken Mária égi trónon ül és a koronát angyalok tartják feje felett, miközben Krisztus Mária felé fordulva megáldja őt. (Sendlis 1185 körül, Párizs 1210, Chartes 1225.) Vagy a trónon ülő Krisztus koronáz (Strassburg 1230). A 14-16. században az az uralkodó, hogy Mária Krisztus előtt térdepel, amikor megkapja tőle a koronát, (Vitale de Bologna 1353). A késő gótikus fafaragványokon a korona a Szentlélek, egy háromszög, melyben esetleg egy galamb is található (idősebb Holbein 1499).A reneszánszban már feltűnik az Atyaisten is (Boticelli 1490, Filippo Lippi 1467.)

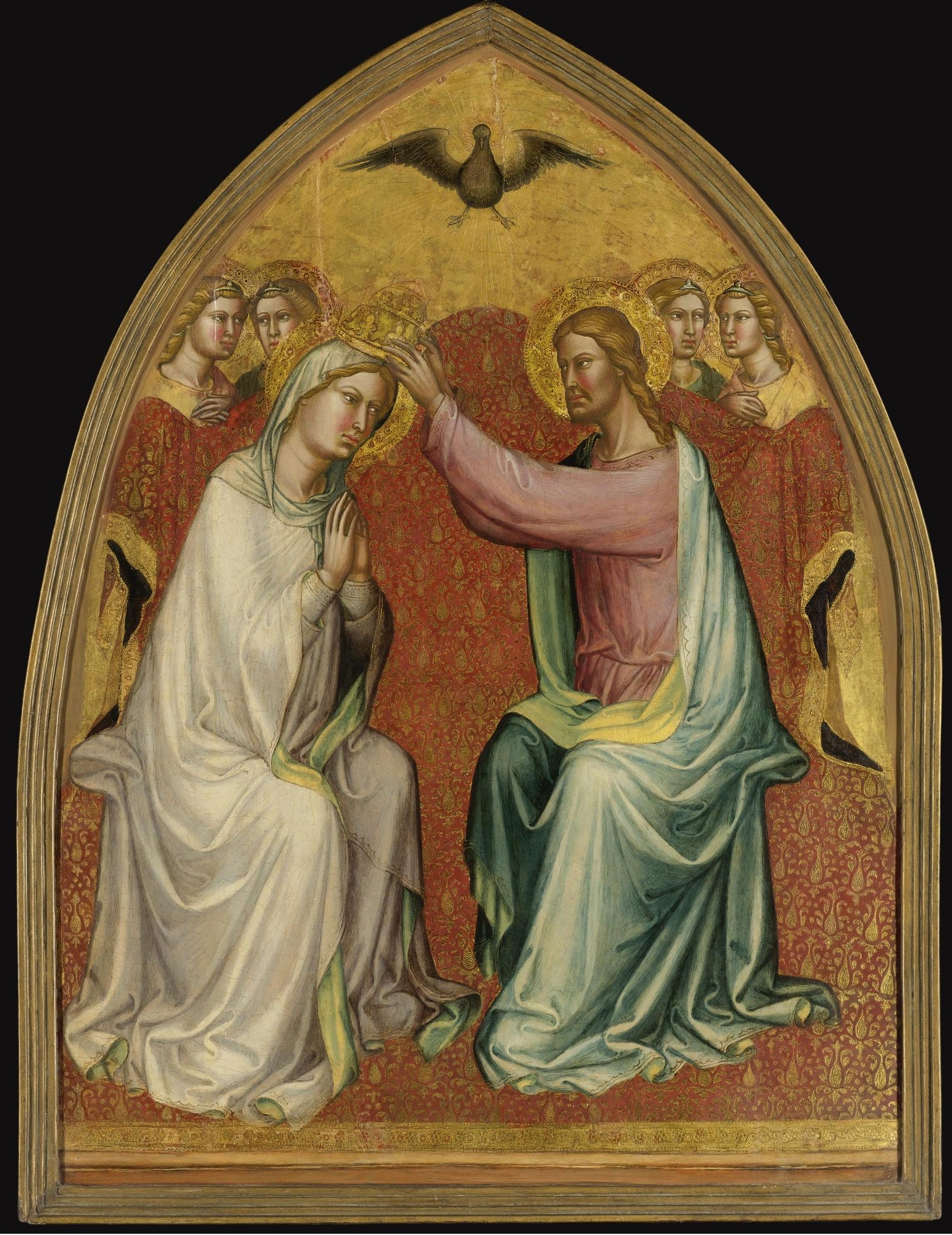
Martino di Bartolomeo
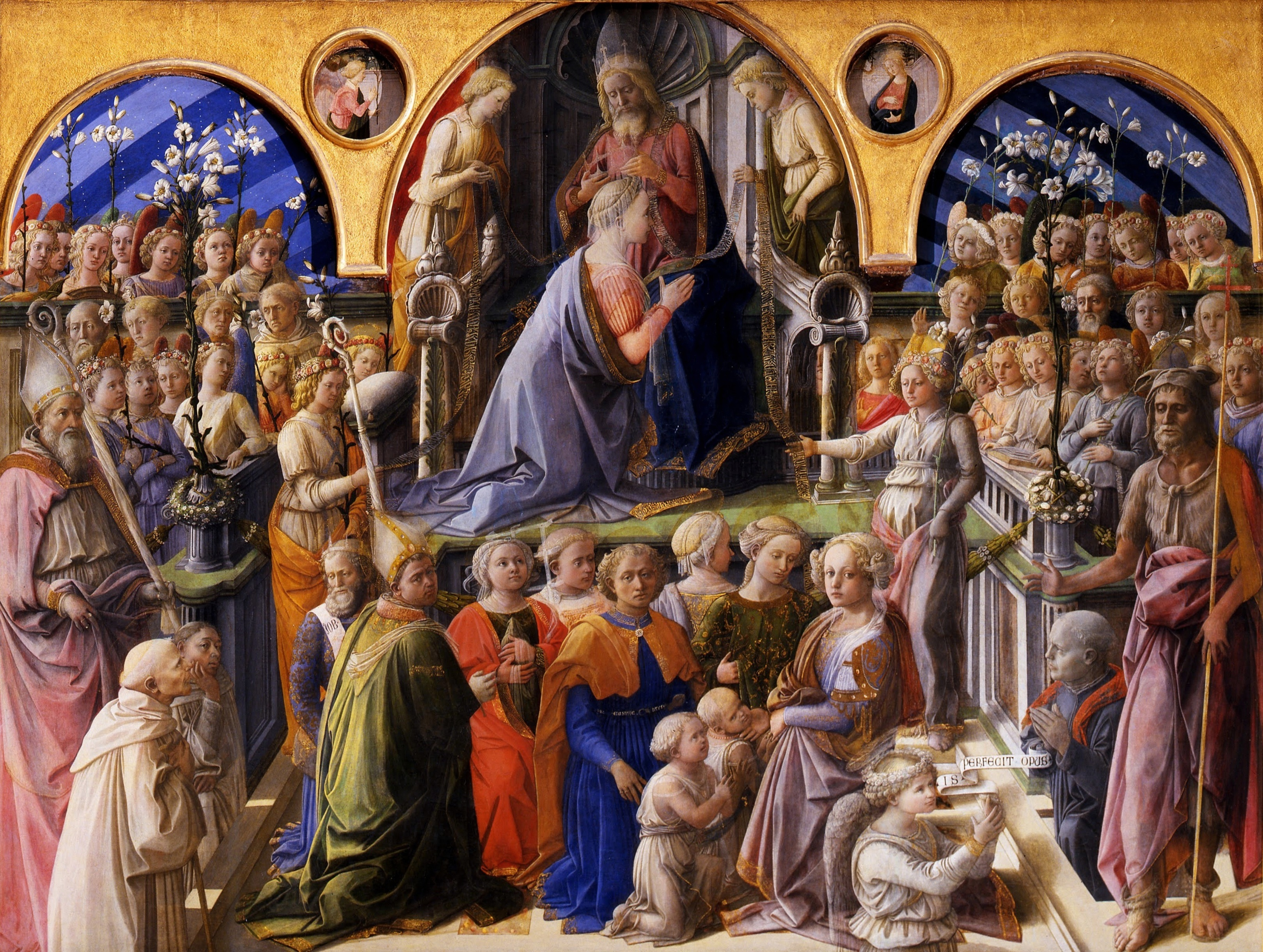
Filippo Lippi 1467
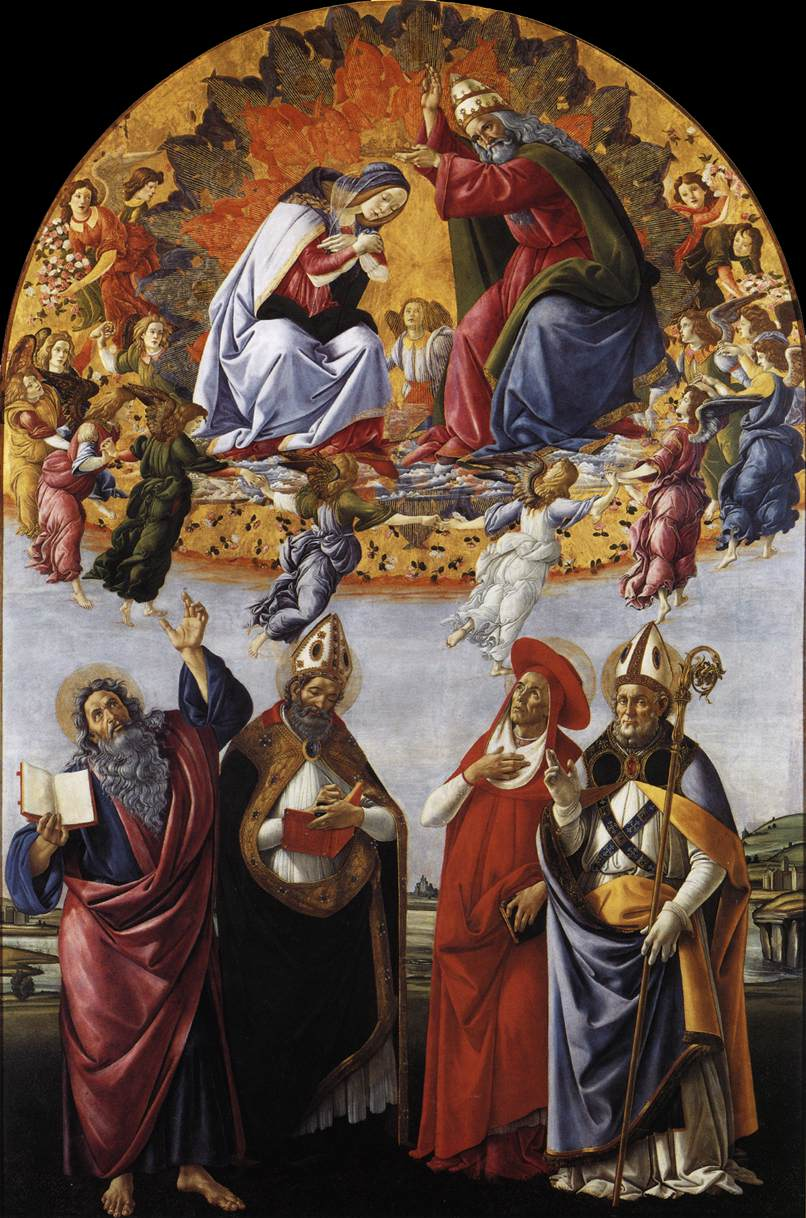
Botticelli 1490
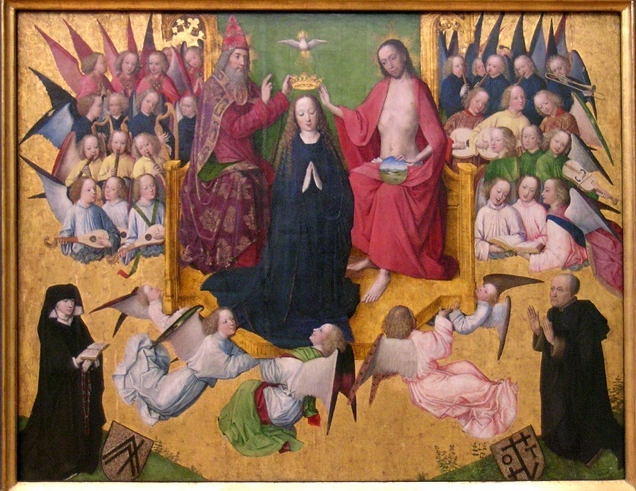
15. század
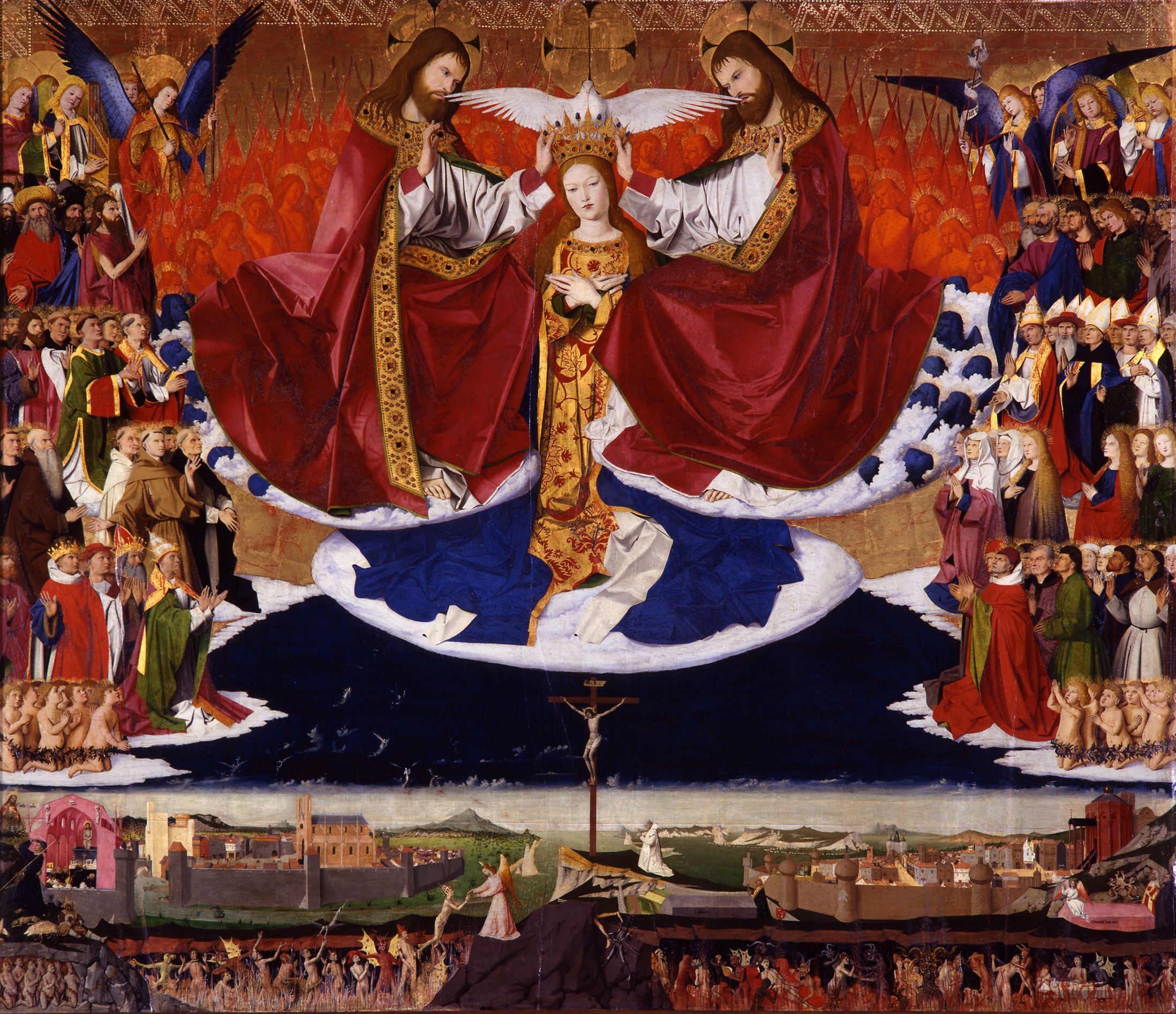
Enguerrand Quarton 1454

16. században VIII. Kelemen pápa egy Mária-szobrot koronázott meg a Santa Maria Maggioréban Rómában. 1652-ig negyvenöt szobrot illetve Mária-kegyképet koronáztak meg Rómában. Rómán kívül legelőször a Częstochowai Fekete Madonna került megkoronázásra. 1717-ben. Cesenában már VI. Piusz pápa végezte el egy szobron a szertartást. A lelkes szobor és kép avatás tovább folytatódott és 1792-ben Pietro Bombelli bíboros már négykötetes műben sorolja fel az addig megkoronázásra került műalkotásokat. A pápák jobbára maguknak tartják fent ezt a Mária jelképes királyságáról szóló szertartást illetve engedélyezését. Különösen Máriával kapcsolatos kiemelt eseményeken marad meg ez a tiszteletadás. 1854-ben hirdette ki IX. Piusz pápa a szeplőtelen fogantatás dogmáját, és személyesen helyezte fel a Szent Péter-bazilika kórusán lévő Immaculata képet. Majd száz évvel később, a dogma kihirdetésének centenáriumán, 1954-ben XII. Piusz pápa megírta a Fulgens corona kezdetű pápai körlevelét, és elrendeli, hogy május 31.-e legyen a Mária királynői méltóságának napja.
A 20. században már szinte a világ összes országából kértek és kapták meg az engedélyt, a megkoronázásra.

## Megkoronázott Mária szobrok Magyarországon
- A győri Eszterházy-palota homlokzatán, egy fülkében elhelyezett szobor
- Gyöngyös Fő tér, Szent Bertalan-templom.
- Esztergom kertvárosi plébánia
- Jánosháza
- 2000 augusztus 15, Mátyás-templom[3]

## Képek
- Ismeretlen festő, Móra Ferenc Múzeum
- Mária-koronázás szertartásának fényképei a Passaici Szent István római katolikus magyar templomban, 2015. május 3-án (Online elérés: 2015. május 4.)